# Nietoperz w kulturze

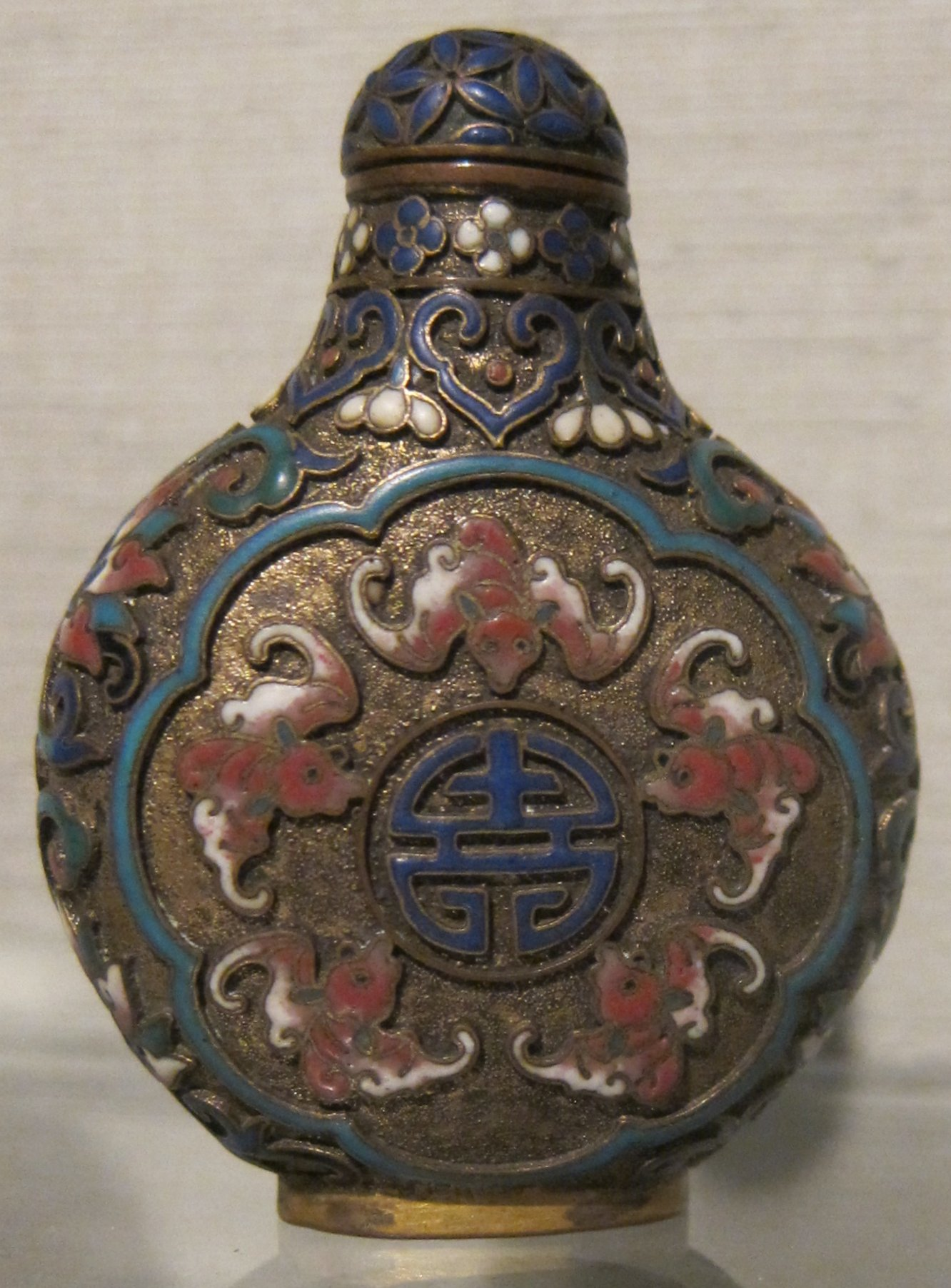
Chińska tabakiera z wyobrażeniem pięciu nietoperzy, dynastia Qing ok. 1780-1850

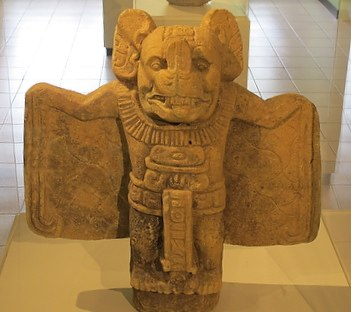
Camazotz – Bóg-Nietoperz, sztuka prekolumbijska

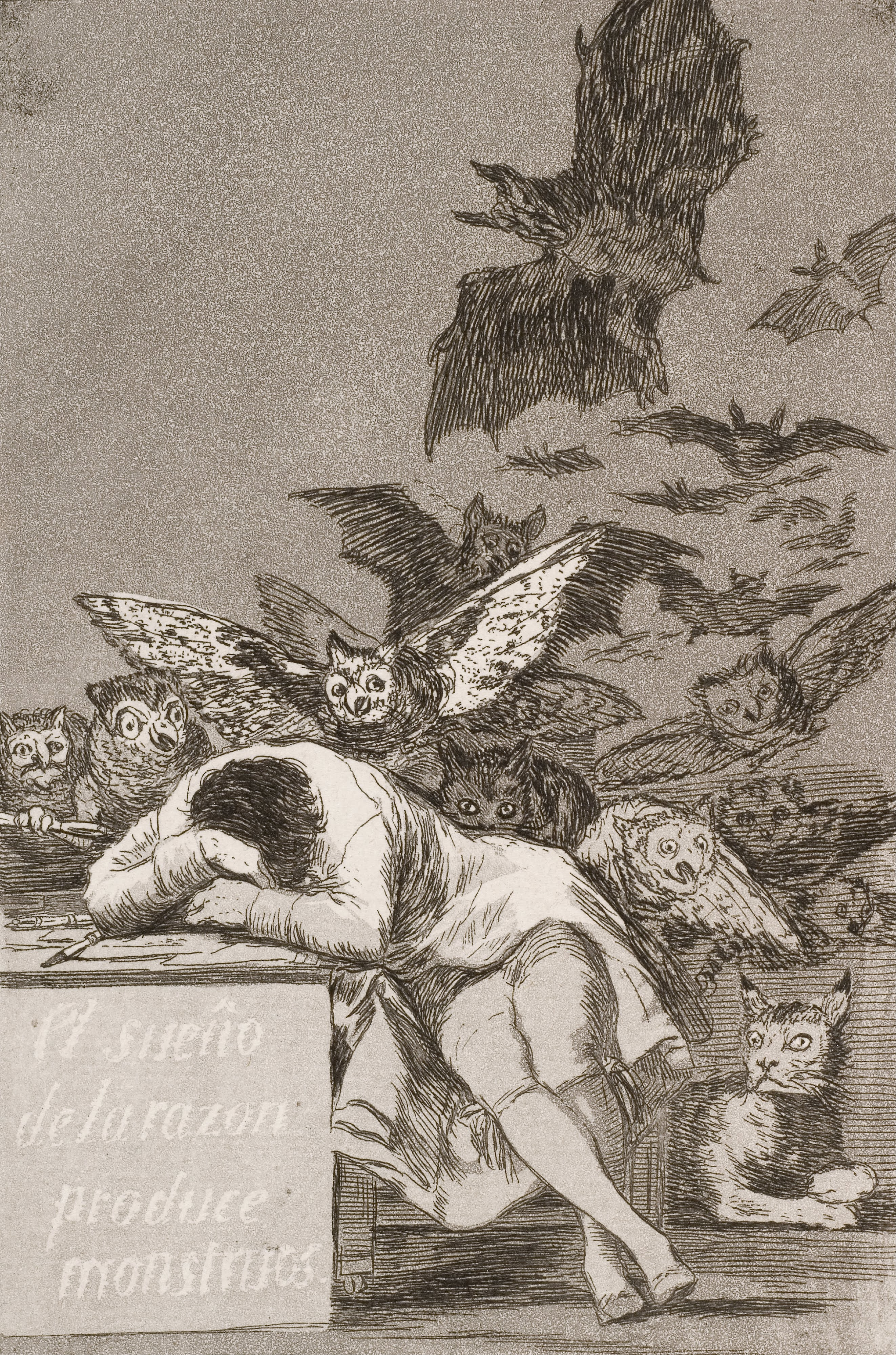
Francisco Goya Gdy rozum śpi, budzą się demony (z cyklu Kaprysy)

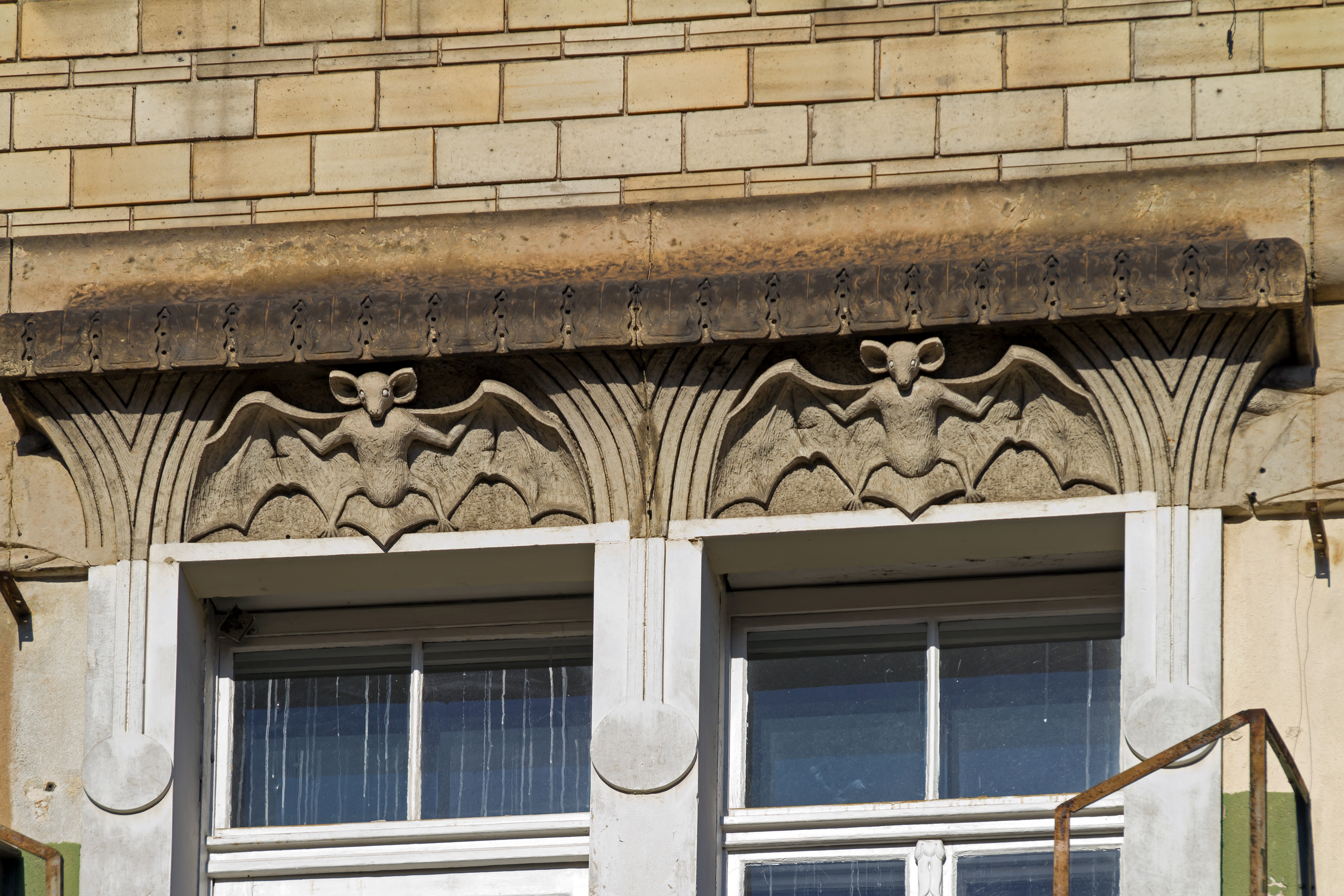
Fragment elewacji budynku przy Katharinenstraße 5, Drezno

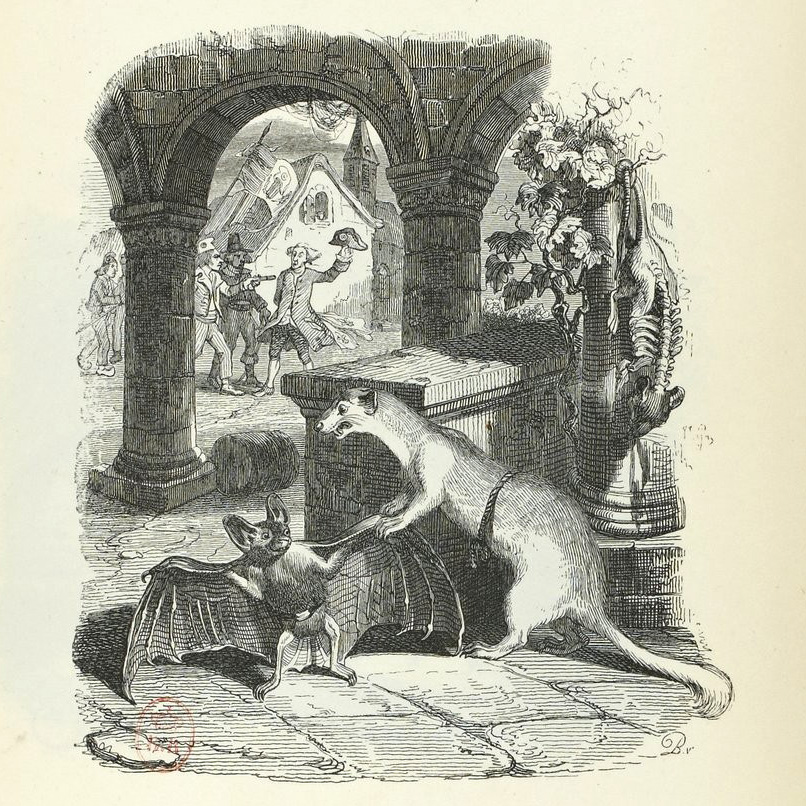
Ilustracja do bajki La Fontaine'a Nietoperz i dwie łasice, 1838–1840, ze zbiorów Francuskiej Biblioteki Narodowej

Nietoperz w kulturze – opis wystąpień nietoperza i jego symboliki w kulturze.
Nietoperz ma dwoistą symbolikę. Jako zwierzę związane z nocą i mrokiem kojarzony jest ze złem, z drugiej strony jego pojawienie się może przynosić szczęście. Jest symbolem szatana, nocy i ciemności. Ze względu na swój wygląd kojarzący się zarówno z ptakiem, jak i szczurem nietoperz jest symbolem dwulicowości i hipokryzji. Nietoperz może też być symbolem przywiązania (ze względu na przebywanie w dużych koloniach i przyleganie ciałami podczas snu).
Nietoperz jest atrybutem personifikacji nienawiści.
Wizerunek nietoperza pojawia się w sztuce i architekturze, motyw ten był szczególnie popularny w okresie secesji .

## Nietoperz w kulturze europejskiej
Jako zwierzę nocne nietoperze powiązane są ze śmiercią. W kulturze europejskiej kojarzone z wampirami i czarownicami, czarnoksięstwem i magią. W czasach antycznych nietoperz uznawany był również za symbol czujności.
W starożytnej Grecji nietoperze związane były z królestwem Hadesa . Z kolei w bajkach Ezopa nietoperz jest zwierzęciem przebiegłym i inteligentnym .
W kulturach słowiańskich wierzono, że pod postacią nietoperza mogą pojawiać się czarownice, ale też dusze zmarłych, szczególnie pokutujących za swoje grzechy.
Nietoperze wykorzystywane były w działaniach magicznych. U Słowian noszenie przy sobie kości nietoperza (szczególnie gacka) miało pomóc w miłości. Według czeskich wierzeń należało w tym celu zahaczyć kostką nietoperza o suknię ukochanej, a w Bośni – wypić napój z kilkoma kroplami krwi tego zwierzęcia. Na terenach Słowiańszczyzny nietoperza zakopywano przy kamieniu węgielnym lub przybijano do drzwi, co miało chronić dom przed ogniem, a bydło przed chorobą.

## Nietoperz w kulturach pozaeuropejskich
W Chinach nietoperz jest uważany za znak szczęścia i dobrego życia. Bóstwo Zhang Guolao było pierwotnie nietoperzem; boga gromów Leigonga przedstawiano ze skrzydłami nietoperza. Para nietoperzy jest atrybutem boga długowieczności Shouxinga. Pięć nietoperzy symbolizuje pięć błogosławieństw (zdrowie, bogactwo, długie życie, szczęście i pokój).
Japończycy uważają nietoperza za zwierzę przynoszące szczęście i długowieczność. Według innych źródeł nietoperz w Japonii symbolizuje nieszczęście i chaos.
W buddyzmie nietoperz kojarzony jest z ciemnymi mocami.
Dla Aborygenów australijskich nietoperz jako święte zwierzę jest zwierzęciem totemicznym.
W kulturze Majów nietoperz jest łączony ze śmiercią . Bóg Camazotz, zwany Nietoperzem Śmierci, symbolizuje mrok, przemoc, ofiarę i śmierć .

## Nietoperz w sztuce chrześcijańskiej
W ikonografii chrześcijańskiej nietoperz jest symbolem sił nieczystych i bałwochwalstwa. Ze skrzydłami nietoperza przedstawia się szatana. Nietoperz jest również uważany za symbol śmierci, nieszczęścia i ludzi źle czyniących. Chromacjusz z Akwilei uważał, że nietoperze towarzyszą ludziom „przebywającym w ciemności grzechów”. Nietoperze to także wyobrażenie demonów kuszących świętych. Święty Ambroży natomiast wskazywał na łączenie się nietoperzy w kolonie, co miało według niego symbolizować wzajemną miłość, niespotykaną wśród ludzi.
W Biblii nietoperz pojawia się kilka razy. W Księdze Kapłańskiej (Kpł 11, 13–19) i Księdze Powtórzonego Prawa (Pwt 14, 11–18) nietoperz określony jest jako zwierzę nieczyste. W Księdze Izajasza (Iz 2,20–21) nietoperze pojawiają się jako symbol opuszczonego, zapomnianego miejsca, a w Księdze Barucha (Ba 6,21–22) jako atrybut pogańskich bożków.

## Nietoperz w literaturze
- Ezop, bajka Nietoperz, ptaki i ssaki
- Ezop, bajka Nietoperz i łasica
- Ezop, bajka Nietoperz, jeżyna i nurek
- Jean de La Fontaine księga II, bajka V Nietoperz i dwie Łasice
- Jean de La Fontaine księga XII, bajka XI Nietoperz, Krzak i Kaczka
- Maria Pawlikowska-Jasnorzewska, wiersz Nietoperz

## Postacie popkultury związane z nietoperzem
- Batman[13]
- Dracula – wampir zmieniający się w nietoperza[13]
- Black Bat – nietoperz i detektyw[13]
- Man-Bat – naukowiec zmieniający się w nietoperza[13]